# Castéra-Lanusse
Castéra-Lanusse – miejscowość i gmina we Francji, w regionie Oksytania, w departamencie Pireneje Wysokie.
Według danych na rok 1990 gminę zamieszkiwało 30 osób, a gęstość zaludnienia wynosiła 35 osób/km² (wśród 3020 gmin regionu Midi-Pireneje Castéra-Lanusse plasuje się na 1033. miejscu pod względem liczby ludności, natomiast pod względem powierzchni na miejscu 1760.).